# Culcha Candela
Culcha Candela ("Culcha"- to z angielskiego slangu sformułowanie kultury, "Candela" wywodzi się z hiszpańskiego i oznacza ogień lub energię – pl. Płonąca Kultura) to berlińska formacja dancehall, reggae, hip-hop założona pod koniec 2002 roku przez Johny'ego Strange, Ichtybana i Lafrotino.

## Historia
Zespół Culcha Candela to mieszanka ludzi o różnych temperamentach, pochodzeniu i spojrzeniu na muzykę.
Członkowie zespołu pochodzą z całego Świata.
Culcha Candela została założona pod koniec 2002 roku przez Jonny'ego Strange, Itchyban'a i Lafrotino. Po nich do zespołu dołączyli jeszcze Larsito, Mr.Reedoo, Don Cali i DJ Chino con Estilo.
Z biegiem lat kapela zagrała wiele koncertów na żywo, a w 2004 roku wydali debiutancki album Union Verdadera, który został bardzo dobrze przyjęty. Ich pierwsza płytę poprzedzały single In Da City, Solarenergie i Union Verdadera. Na trasach koncertowych zespół był wspólnie z Saian Supa Crew, Gentleman i Söhne Mannheims. W maju 2005 ukazał się remix von Sientelo, hit reggae nagrywany z puertorykańczykiem Speedy i amerykanką Lumidee. 12 września 2005 ukazał się drugi album Next Generation, który był punktem wyjścia do pierwszych własnych koncertów.
W 2010 roku z zespołu odszedł Lafrotino. Początkowo liczący 7 członków zespół wówczas skurczył się do 6. W 2014 roku z zespołem rozstali się Mr. Reedoo i Larsito. Od tej pory zespół liczy 4 członków.

## Zespół
Obecni członkowie
- Johnny Strange (Uganda/Niemcy) - śpiew
- Don Cali (Kolumbia) - śpiew
- Itchyban (Polska) - śpiew
- Chino con Estilo (Korea Południowa) - DJ

Byli członkowie
- Lafrotino (Kolumbia) - śpiew
- Mr.Reedoo (Niemcy) - śpiew
- Larsito (Kolumbia) - śpiew

## Piosenki
Różne pochodzenie odzwierciedliło się także w języku wykonywanych piosenek. Teksty są rapowane i śpiewane po niemiecku, angielsku, hiszpańsku, a także patois (slang jamajski). Na ich unikatowe brzmienie składają się bezpośrednie hip-hopowe beaty, pełne energii rytmy latynoskie oraz relaksujące wibracje reggae. Teksty ich piosenek mówią o treściach politycznych (Una cosa) oraz imprezach (Partybus). To składniki ich własnego klimatu Culcha- dużo bardziej intensywnego niż niesmak pozostający w efekcie wypadku przy castingu. Culcha Candela wzięła udział przy DVD "Kein Bock auf Nazis" inicjatywa przeciw której zwrócili się w Niemczech NPD i Neo-Narodowy Socjalizm.

## Dyskografia

### Albumy
- Union Verdadera (Album, 2004)
- Next Generation (Album, 2005)
- Union Verdadera (Nowe wydanie,Album, 2005)
- Next Generation International Edition (Inne wersje piosenek, Album ,2006)
- Culcha Candela (Album, 2007)
- Schöne neue Welt (Album, 2009)
- Das Beste (Album, 2010)
- Flätrate (Album, 2011)
- Candelistan (2015)

### Single
- In Da City (Maxi,2004)
- Solarenergie (Maxi,2004)
- Union Verdadera (Maxi, 2004)
- Sientelo(Culcha Candela-Remix) (Speedy feat. Lumidee, Maxi 2005)
- Next Generation (Maxi, 2005)
- Comeback (Maxi, 2005) (feat. Mellow Mark & Martin Jondo)
- Give Thanks (Maxi, 2006)
- Follow Me (Maxi, 2006) (feat. Maliq) [Nazwa piosenki z filmu Hui Buh)
- Hamma (2007)
- Ey DJ (2007)
- Chica (2008)
- Besonderer Tag (2008)
- Schöne neue Welt (2009)
- Monsta (2009)
- Eiskalt (2010)
- Somma im Kiez (2010)
- Move it (2010)
- Berlin City Girl (2011)
- Hungry Eyes (2011)
- Wildes Ding (2012)
- Von allein (2012)

### DVD
- Next Generation (liegt der Limited Edition des Albums Next Generation bei) (2006)
- Domen est omen (2006)
- Culcha Candela – Live (2008)